# Domingo Parodi
Domingo Parodi ( Génova, 1823 - París, 1889) fue un naturalista y farmacéutico italiano, activo en Sudamérica.

## Biografía
En 1833 ya estaba con su familia en Montevideo iniciando la etapa uruguaya de su vida.
Desde niño comenzó su aprendizaje como boticario y en 1843 obtuvo su título de farmacéutico. Actuó en el medio adquiriendo prestigio como químico y como auxiliar médico.
Desde 1853 hasta 1855 integra la Sociedad de Medicina Montevideana. Al mismo tiempo, con su familia y con algunos de los muchos sardos radicados en la región se vincula a las actividades económicas y de navegación de cabotaje en los ríos de la Plata, Paraná y Paraguay, comerciando con cueros y yerba mate.
En 1856 Parodi se traslada a Asunción. Inicia su segunda vida, con una botica en Asunción, un establecimiento comercial de cueros en Trinidad y una relación estrecha con las altas esferas del poder y la riqueza. Recorre parte del país, analiza muestras de tierra y minerales en busca de elementos para su uso bélico, introduce la fotografía, la lotería y la fabricación de hielo en el país y publica artículos sobre farmacología y citoquímica en Buenos Aires.
Se vincula con el botánico sueco Eberhard Munck y lo apoya en la formación de un herbario y en sus estudios botánicos. Al iniciarse la guerra de la Triple Alianza en 1865 es rico y próspero.
Se ingenia para no ser movilizado hasta que el derrumbe de la línea fortificada en Humaitá acerca la guerra a Asunción. Inicia 1869 incorporado al cuartel del Mariscal Francisco Solano López en Azcurra, en el entorno personal del jefe paraguayo. Permanece allí hasta la marcha del ejército paraguayo hacia el norte, en agosto de 1869, cuando queda en Azcurra con un extraño mandato de Francisco Solano López y con cuantiosos bienes en sus manos. En tanto, y muy cerca, muere Munck en prisión consumido por privaciones, tal vez asesinado.
Parodi cae en manos de fuerzas brasileñas. Lo envían a Asunción donde hubo un simulacro de proceso. Logra salvar gran parte de sus bienes y salir hacia Uruguay en 1870. Lleva consigo herbarios y notas botánicas.
En 1872 se radica en Buenos Aires (sede de su tercera vida) donde goza de prestigio como fitoquímico y farmacéutico. Completa su carrera y se gradúa en Farmacia. Asciende en puestos académicos, figuración social y prestigio.
Comienza una seria profusa de publicaciones botánicas, ciencia en la que carecía de entrenamiento. Publica acerca de la flora paraguaya y después sobre la de Misiones y Corrientes. Tiene actuación en Academias y en la Universidad de Buenos Aires. Es un rico empresario de farmacia y droguería.
Enfermo de cáncer viaja a París en 1889 y en diciembre de ese año fallece recibiendo homenajes generalizados.
El botánico suizo Emilio Hassler, junto al paraguayo Teodoro Rojas examinaron los herbarios supuestamente de Parodi y comprobaron que eran los del malogrado Munck. En 1908, denuncian el caso: 

Un silencio piadoso, vergonzante y prudente cubre el caso. El hombre de las tres vidas, que más parece salido de las páginas de una novela espera aún el esclarecimiento póstumo de su caso, especialmente de su relación con el malogrado Munck.

Pero, 

Independientemente del origen de la colección “Plantas Usuales del Paraguay…” mantenida especialmente separada en BAF y de las acciones de Domingo Parodi interpretadas por Hassler y Malme como plagios o robos de informaciones o de muestras, se puede decir que Parodi desarrolló una actividad botánica propia o presumiblemente compartida por sus relaciones con algún naturalista, tal vez E. Munck af Rosenschöld. Ciertamente, la autoría de descripciones botánicas válidas y efectivamente publicadas que llevan su nombre, tuvo lugar años antes del comienzo, en 1865, de la Guerra de la Triple Alianza, según lo exhiben los trabajos aparecidos en la Revista Farmacéutica de esa época. De acuerdo con la información disponible en el Museo de Farmacobotánica “Juan A. Domínguez” –herbarios, biblioteca y materiales de archivo–,no existen elementos adicionales que nos permitan opinar a favor o en contra sobre la actuación de Domingo Parodi con relación a E. Munck af Rosenschöld en el sentido de las denuncias que presentaron Hassler y Malme. Por otro lado,las actividades políticas de Parodi, confusascomo la historia misma del período de la Gran Guerra, contribuyen a mantener sin resolver el tema de sus relaciones con el naturalista sueco. El herbario de “Plantas Usuales…” de Parodi mantenido en BAF fue aparentemente reunido años después de finalizada la guerra y no siempre se corresponde exactamente con lo que publicó sobre esas especies. De todos modos no cabe duda sobre la evidencia de su actuación en botánica en años previos a la Guerra dela Triple Alianza.

En 1858, poseía una droguería en Montevideo. Para estudiar la flora misionera y paraguaya, se marchó al norte; tras varios años de investigaciones, redactó entre otros trabajos "Notas sobre plantas usuales del Paraguay, Corrientes y Misiones" y "Ensayo de botánica médica argentina". Llegado a Buenos Aires, la Facultad de Medicina lo contrató como profesor de química, cargo que desempeñó durante muchos años en la Sección de química aplicada a la farmacia que aquella tenía en la Facultad de Ciencias Exactas, Físicas y Naturales. Fue director de la farmacia que los Demarchi habían comprado a Carlos Ferraris, a la que dio gran impulso también como fabricante de productos y especialidades medicinales. Llegó a formar parte de la firma que actuó bajo el rubro de Demarchi, Parodi y Cía., y más tarde se transformó en Soldati, Craveri, Tagliabue y Cía. Parodi formó parte del Consejo de Administración del Banco de Italia y Río de la Plata y fue uno de los fundadores, en 1884, de la Cámara de Comercio Italiana de Buenos Aires, siendo el primer presidente de la misma. En 1888 se ausentó de la Argentina, falleciendo al año siguiente en París.
También se lo menciona como al médico Domingo Parodi (italiano), vinculado fotográficamente a la guerra del Paraguay, y Pedro N. Arata, quien hacia 1890 trajo al país uno de los contratos entre los inventores Niépce y Daguerre.

## Honores
En el "Servicio de Sanidad y Hospital Militar Central", de las Fuerzas Armadas uruguayas, en su farmacia existe una placa con la inscripción A la memoria de Isola, Parodi, Lenoble y Thiballier que prepararon el cloroformo durante el sitio de Montevideo en 1848.

## Epónimos
género de cactus
- Parodia Speg.[5]

## Algunas publicaciones

### Libros
- 1886. Notas sobre algunas plantas usuales del Paraguay, de Corrientes y de Misiones. Ed. Impr. de Pablo E. Coni. 123 pp.

- 1882. Apuntes sobre la familia de las nictagineas. 18 pp. Reimprimió Kessinger Publ. LLC, 2010. 20 pp. ISBN 1160304602

- 1880. Algunas observaciones sobre la familia de las amarantáceas. 17 pp.

- 1878. Contribuciones a la flora del Paraguay. Vol. 3. Ed. Coni. 189 pp.

- 1878. Laurineas, quenopodieas, amarantáceas, paroniquieas, piperáceas. Volumen 3 de Contribuciones á la flora del Paraguay. 40 pp.

- 1878. Urtíceas, ulmáceas, aristoloquieas, eleagnáceas, amentaceas-poligonáceas, fitolacáceas, begoniáceas y nyctagíneas. Volumen 2 de Contribuciones á la flora del Paraguay. 30 pp.

- 1877. Familia de las convolvuláceas. Volumen 1 de Contribuciones á la flora del Paraguay. 32 pp.

- 1877. Two papers on plants of Paraguay. 223 pp.

- 1862. “Observaciones botánico-químicas sobre una nueva especie de “Acacia”, cuyo fruto puede reemplazar a las agallas”. Rev. Farmacéutica 5 ( 3 1.er trimestre): 4-9

- 1859a. “Nota sobre una resina usada como adorno por los indios Caínguas del interior del Paraguay”. Rev. Farmacéutica 1 ( 1 3.er. trimestre): 142-144

- 1859b. “Apuntes sobre algunos productos naturales del Paraguay”. Rev. Farmacéutica 2 ( 1 1.er. trimestre): 275-279

- 1859c. “Nota de algunas plantas usuales indígenas que se hallan en las cercanías de la Asunción”. Rev. Farmacéutica 2 ( 1 1.er. trimestre): 279-281
- La abreviatura «D.Parodi» se emplea para indicar a Domingo Parodi como autoridad en la descripción y clasificación científica de los vegetales.[6]